# Goniofusus
Goniofusus is een geslacht van weekdieren uit de klasse van de Gastropoda (slakken).

## Soorten
- Goniofusus baumanni (Maury, 1925)  †
- Goniofusus brasiliensis (Grabau, 1904)
- Goniofusus damasoi (Petuch & Berschauer, 2016)
- Goniofusus dupetitthouarsi (Kiener, 1840)
- Goniofusus haitensis (G. B. Sowerby I, 1850)  †
- Goniofusus phoenix Simone & Couto, 2024
- Goniofusus spectrum (A. Adams & Reeve, 1848)
- Goniofusus strigatus (R. A. Philippi, 1850)
- Goniofusus turris (Valenciennes, 1832)